# Adelura
Adelura är ett släkte i familjen flugsnappare inom ordningen tättingar. Släktet omfattar fyra asiatiska rödstjärtar:
- Altajrödstjärt (Adelura erythronota)
- Blåhätta (Adelura erythronota)
- Vitstrupig rödstjärt (Adelura schisticeps)
- Blåstrupig rödstjärt (Adelura frontalis)

Släktet inkluderas vanligen i Phoenicurus.